# Histoires vraies (Lucien)
Cet article concerne une œuvre de Lucien. Pour l'œuvre de Montesquieu, voir Histoire Véritable.
Pour les articles homonymes, voir Histoires vraies.

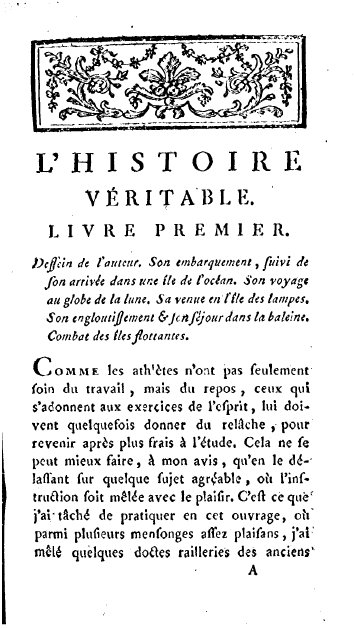
Première page des Histoires vraies dans la traduction de Perrot d'Ablancourt, dans une édition publiée à Amsterdam en 1787.

Histoires vraies, ou Histoire vraie, ou encore Histoire véritable (en grec ancien : Ἀληθῆ διηγήματα / Alēthê diēgḗmata ; en latin : Verae Historiae) est un récit de voyage imaginaire écrit par Lucien de Samosate au IIe siècle. Lucien s'y met en scène voyageant au-delà des frontières du monde connu, jusque dans l'espace, dans une suite de péripéties fantaisistes et humoristiques. L'ouvrage pastiche ou parodie au passage de nombreux auteurs antiques.

## Genèse de l'œuvre

### Datation
On ne sait pas exactement à quelle période de sa vie Lucien de Samosate a rédigé les Histoires vraies. Plusieurs arguments ont permis de supposer qu'il s'agit d'une œuvre de la maturité, voire de vieillesse. D'une part, un autre de ses textes, Dionysos, une prolalia, c'est-à-dire un court texte destiné à servir de prologue à un texte plus long, fait intervenir le dieu du vin qui est très présent dans les premières péripéties des Histoires vraies : il est donc possible que le Dionysos ait été la prolalia des Histoires vraies, ou au moins de leur second livre, dans le cas d'une lecture publique en deux temps. D'autre part, Lucien annonce, à la fin des Histoires vraies, un autre livre dans lequel il racontera la suite de ses aventures, mais il n'a jamais écrit ce livre : on peut penser qu'il en a été empêché par la mort... ou bien qu'il ne s'agit que d'une pirouette, un ultime mensonge après un récit qui n'est, comme il l'annonce au préalable, qu'une suite de billevesées,.

### Sources et modèles de Lucien

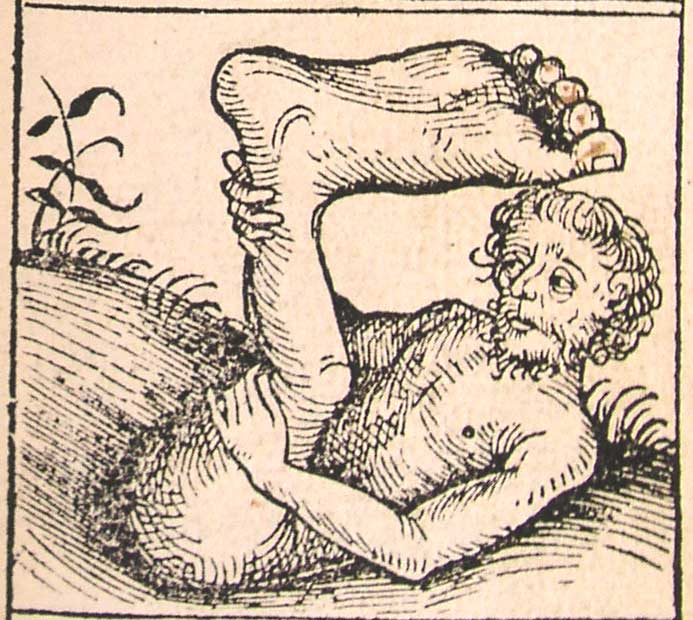
Un sciapode tel qu'évoqué par Ctésias de Cnide, un des auteurs parodiés par Lucien dans les Histoires vraies. Gravure sur bois des Chroniques de Nuremberg de Hartmann Schedel, 1493.

Les Histoires vraies ne sont pas le premier texte antique à développer un imaginaire fantaisiste : plusieurs prédécesseurs ont pu inspirer Lucien. On peut remonter à la Batrachomyomachia (la Guerre des rats et des grenouilles) poème héroïcomique attribué à Homère mais composé probablement à l'époque classique. De son côté, Aristophane avait eu recours à la fantaisie, en particulier dans Oiseaux, comédie à laquelle Lucien fait explicitement référence dans les Histoires vraies où il dit avoir aperçu la ville construite par les oiseaux. En prose, le genre du roman grec, déjà bien développé au temps de Lucien, peut aussi lui avoir fourni des motifs et des situations. Dans sa Bibliothèque, rédigée au IXe siècle, l'érudit byzantin Photios indique que les Merveilles d'au-delà de Thulé, roman grec d'Antoine Diogène en 24 livres, ont probablement servi de source à Lucien pour les Histoires vraies. Mais si l'œuvre d'Antoine Diogène se distingue par son recours à l'extraordinaire, le roman grec se cantonne en général à des péripéties vraisemblables, loin de l'imaginaire débridé de Lucien.

### Les cibles de la satire
Les Histoires vraies contiennent, comme Lucien l'annonce lui-même au début (I, 2), « des allusions non dépourvues de verve à tels poètes, historiens, philosophes classiques, auteurs de récits merveilleux et fabuleux ; je les aurais cités nommément si tu ne devais les identifier tout seul, à la simple lecture ». L'auteur brocarde ces auteurs pour avoir présenté comme véridiques des récits invraisemblables de voyages lointains. Il mentionne explicitement par la suite (I, 3) Ctésias de Cnide pour son Histoire de l'Inde et Iamboulos, et les compare à Ulysse, qu'il présente comme un expert en mensonges, puisque ses voyages dans l’Odyssée ne sont selon Lucien que des inventions destinées à abuser de la crédulité de son public, les Phéaciens. Parmi les auteurs que Lucien ne cite pas, mais qu'il démarque volontiers dans ses autres œuvres, figurent Hérodote, mais aussi Thucydide et Xénophon, historiens dont il parodie notamment les récits de batailles. Enfin, Lucien se réfère à de nombreuses reprises à Homère, de façon plus complexe, entre ironie et admiration.

## Résumé
Le récit se divise en deux parties parfois appelées Histoire vraie A et Histoire vraie B  (ou Livres I et II), qui correspondrait à deux lectures publiques de son œuvre données par Lucien : la division est entièrement artificielle, puisqu'elle ne correspond pas à un découpage particulier des épisodes du récit. 

### Première partie

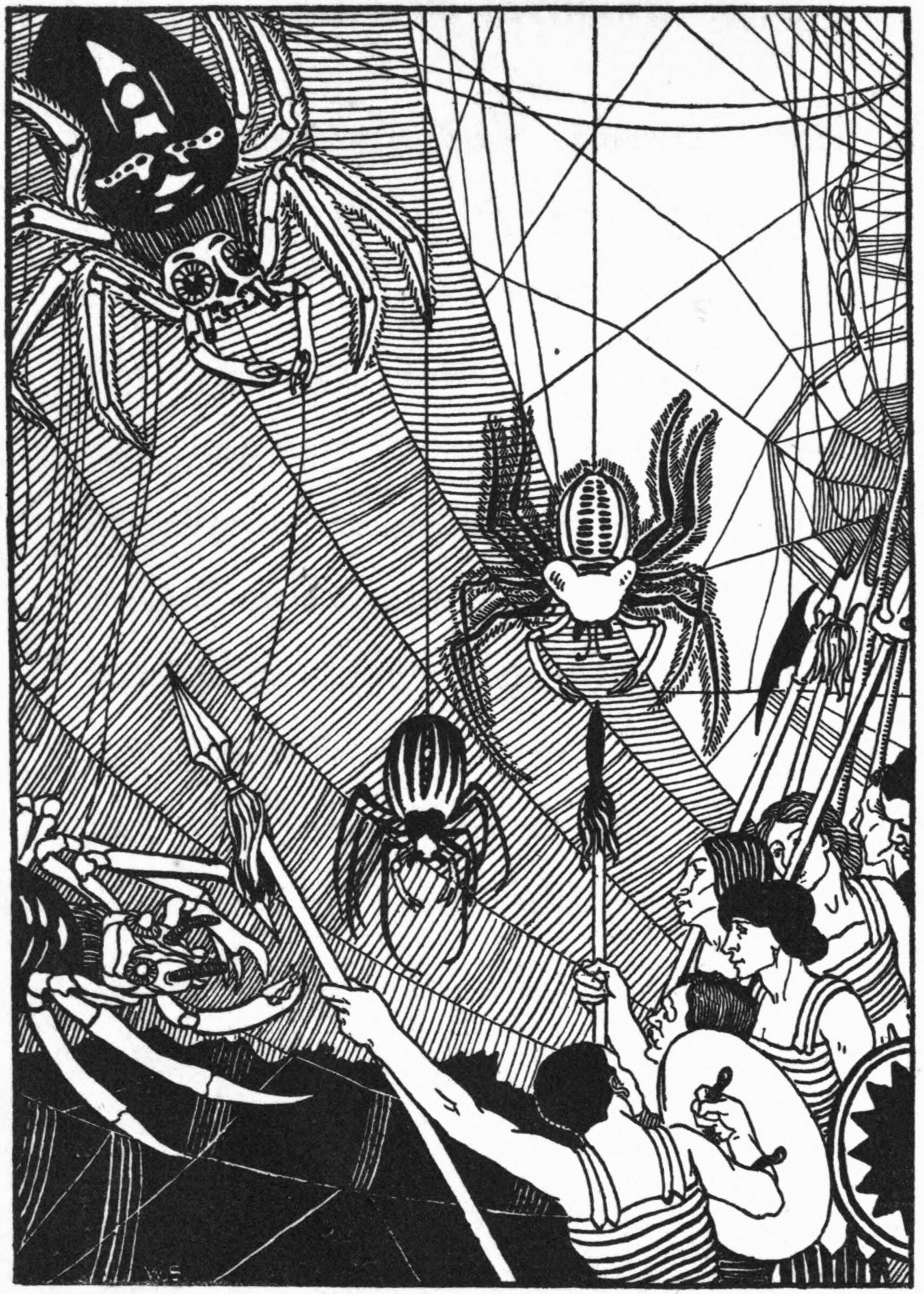
Les araignées géantes de la bataille céleste entre les armées d'Endymion et de Phaéton. Illustration d'Aubrey Beardsley en 1894.

Dès les premières pages, Lucien prévient le lecteur qu'il va raconter un voyage qu'il n'a jamais fait, et auquel il importe donc de ne pas accorder la moindre créance. Il commence ensuite son récit et relate comment il s'embarque sur un navire en direction du couchant et fait escale au pays du vin. Son navire est ensuite emporté dans les airs par une tempête et se retrouve sur la Lune, où il est accueilli par le roi Endymion. S'ensuit le récit d'une bataille entre les armées d'Endymion et celles de Phaéton, roi du Soleil, pour le contrôle de l'Étoile du matin. Les deux armées sont composées de créatures gigantesques et toutes plus fantasques les unes que les autres. Après la défaite d'Endymion, le narrateur et ses compagnons restent quelque temps sur l'astre de la nuit, dont Lucien relate les particularités. Ils entament ensuite le trajet de retour vers la Terre, sur le chemin de laquelle ils passent par la Ville des lampes (Lychnopolis) et devant Coucouville-les-Nuées (Néphélococcygie, une allusion à la ville des Oiseaux d'Aristophane), avant de rejoindre l'océan. À peine revenus sur mer, ils sont avalés par une énorme baleine, à l'intérieur de laquelle vit une poignée de naufragés grecs, en butte aux attaques de plusieurs peuples d'hommes-crustacés, que le narrateur et ses compagnons les aident à vaincre. Un peu plus tard, ils sont les témoins d'une bataille navale entre deux peuples de géants marins dont les navires et les armes ont des proportions titanesques.

### Seconde partie
Dans la seconde partie, le narrateur et ses compagnons parviennent, grâce à un stratagème, à quitter la baleine à bord de leur navire. Ils font escale sur une île en fromage, rencontrent des hommes à pieds de liège, et arrivent dans l'île des Bienheureux, où ils sont accueillis par Rhadamanthe et y séjournent pendant plusieurs mois. Ils y retrouvent de nombreux héros et personnages célèbres de la mythologie grecque et de l'histoire grecque, dont Homère et plusieurs autres philosophes. Après un nouvel enlèvement d'Hélène, qui échoue, ils doivent quitter l'île et Lucien reçoit les conseils de voyage de Rhadamanthe (qui parodient ceux donnés à Ulysse par plusieurs personnages dans l’Odyssée). Ils font ensuite escale sur une île infernale, puis arrivent sur l'île des Songes où ils restent un mois, puis sur l'île d'Ogygie, chez Calypso. Ils rencontrent ensuite divers peuples marins, s'échouent sur un nid d'alcyon, franchissent une mer d'arbres en portant leur navire, traversent un gouffre sur un pont d'eau. Plus tard, ils rencontrent des hommes à tête de bœuf, puis des hommes naviguant sur la mer en faisant la planche sur le dos et utilisant leur phallus comme mât ainsi que des femmes aux jambes d'ânesses. Enfin, ils parviennent sur un continent nouveau, comme prédit au narrateur par Rhadamanthe. 
Lucien annonce la suite de ses tribulations dans un prochain livre, dont on ne sait s'il l'a jamais écrit.

## Analyse

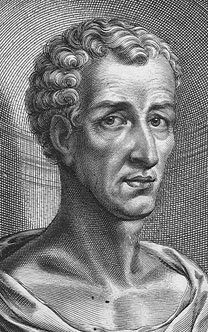
Gravure de Lucien de Samosate faite au 17ème siècle

### De la satire à la fantaisie érudite
Lucien présente les Histoires vraies comme une satire des historiens qui présentent comme véridiques des récits invraisemblables et mensongers. Il indique ainsi, avant de commencer son récit : « je me suis adonné au mensonge, bien plus loyalement que les autres : je serai véridique au moins sur un point, en déclarant que je mens. (...) J'écris donc sur des choses que je n'ai pas vues, que je n'ai pas vécues, que je n'ai point apprises de tiers, et qui en outre n'existent absolument pas et ne peuvent pas le moins du monde se produire. Voilà pourquoi les lecteurs ne doivent en aucune façon y croire ». Ce passage est parfois cité comme une des premières réflexions antiques sur la notion de fiction, puisque le lecteur est explicitement invité à lire un récit d'événements qui n'ont rien de vrai, mais doit suspendre volontairement son incrédulité et se prêter au jeu le temps de la lecture pour profiter pleinement de l'histoire. Par ailleurs, il faut relever que ce début tourne en dérision la rhétorique du commencement dans le roman grec, qui débute le plus souvent par quelques phrases où l'auteur soutient qu'il a été témoin des événements de son récit, véridique de part en part.
En effet, Lucien met à profit le prétexte de la satire pour donner libre cours à son imagination et élaborer un monde imaginaire haut en couleur. 
Jacques Bompaire évoque un « essai d'invention d'un monde magique et poétique, essai précisément réussi par le dépassement du comique ». Les commentaires de l'œuvre parlent généralement de « fantaisie ». Il s'agit d'une fantaisie savante, puisque Lucien, en plus des historiens dont il se moque, inclut dans les Histoires vraies toutes sortes de références littéraires plus ou moins explicites, en particulier des références à Homère qu'il fait même apparaître en personne (II, 20).
On classe  parfois les Histoires vraies dans la catégorie de roman grec, bien que son début se moque de la rhétorique du genre. Dans la réflexion contemporaine sur les genres littéraires, les Histoires vraies ont été rapprochées du genre de l'autofiction, puisqu'elles forment un récit fictif dans lequel l'auteur se met en scène sous son identité réelle ; mais cette description est problématique dans la mesure où il existe plusieurs définitions concurrentes de la notion d'autofiction. Au sens étroit de Serge Doubrovsky, les Histoires vraies diffèrent du genre contemporain de l'autofiction, qui correspond  à l'autobiographie postmoderne, où la vraisemblance de la fiction joue un rôle important ; il est plus prudent dès lors de parler  d'« affabulation de soi » à propos du récit de Lucien. Dans un sens plus large d'autofiction, celui proposé par Vincent Colonna, toutes les façons par lesquelles un auteur fabule son existence, les Histoires vraies appartiennent pleinement à cette nébuleuse. Davantage, Lucien est le premier écrivain à pratiquer la fabulation de soi de façon revendiquée et diversifiée : dans une direction fantastique avec  Histoires vraies ou L'âne, selon une direction biographique dans Le songe (qui relate sa conversion à la philosophie), en empruntant une direction spéculaire dans Le pêcheur (écrit qui défend la position soutenue dans Philosophes à vendre). De sorte qu'on peut voir dans cet écrivain étonnant, l'ancêtre putatif de la fictionalisation de soi en littérature

### Ambiguïté du genre
En raison de l'épisode de voyage dans l'espace qui y figure, les Histoires vraies ont parfois été qualifiées de « premier récit de science-fiction de la littérature occidentale », de même qu'un autre récit de Lucien, l’Icaroménippe, qui raconte un voyage dans la Lune. Cependant, les voyages relatés par Lucien n'ont à aucun moment recours à une technologie « vraisemblable » (le navire du narrateur est enlevé dans l'espace par une tempête, et les voyages interstellaires se font à l'aide de montures extraordinaires) et Lucien ne présente nullement de tels voyages comme réalisables à l'aide de la science. Les Histoires vraies ne sont donc pas un récit d'anticipation,  Lucien ne cherche nullement à imaginer l'avenir. Un miroir géant que possèdent les Sélénites et où l'on voit se refléter ce qui se passe sur Terre (I, 26) a parfois été présenté comme un télescope, mais Lucien fait tout pour présenter ce qu'il raconte comme invraisemblable, de même que dans tout le reste de son récit. 
Selon Sophie Rabau, ce sont les lecteurs du XXe-XXIe s. qui, connaissant la science-fiction par ailleurs, en reconnaissent des éléments au cours de leur expérience de lecture des Histoires vraies : cela explique que, pour le lecteur contemporain, Lucien apparaît comme un précurseur de la science-fiction. Le récit en tant que tel ne relève pas de la science-fiction, mais le lecteur d'aujourd'hui a toute liberté de le lire comme de la science-fiction.

## Traductions
La première traduction en latin des Histoires vraies est publiée à Naples en 1475 par Lillius Castellanus. La première traduction en français est publiée à Paris par Nicolas Perrot d'Ablancourt en 1654. Elle est fréquemment rééditée au XVIIIe siècle.
L'édition de référence actuelle du texte grec en France est celle de Jacques Bompaire dans les Œuvres de Lucien, dans la Collection des universités de France, aux Belles Lettres, publiée en 1998. Une autre traduction, par Guy Lacaze, est parue au Livre de poche en 2003.

## Postérité et évocations artistiques

### Littérature
- François Rabelais, lecteur de Lucien, s'inspire des Histoires vraies à plusieurs reprises dans ses ouvrages, en particulier dans la description des îles du Quart Livre et pour le pays de Lanternois du Cinquième Livre, qui fait référence à la ville des Lampes de l’Histoire véritable (I, 29)[26]
- Au XVIIe siècle, Cyrano de Bergerac s'inspire largement des Histoires vraies en rédigeant son Histoire comique des États et Empires de la Lune puis l’Histoire comique des États et Empires du Soleil.
- En 1654, Nicolas Perrot d'Ablancourt publie à Amsterdam une Histoire véritable de Lucien, traduite et continuée par Perrot d'Ablancourt, qui consiste en une traduction assez libre (à la manière de son époque) à laquelle fait suite un récit imaginé par son neveu Nicolas Frémont d'Ablancourt[27], qui poursuit et achève le voyage extraordinaire laissé en suspens par Lucien.
- Au XVIIIe siècle, les Voyages de Gulliver de Jonathan Swift s'inscrivent dans la continuité générale des voyages extraordinaires que les Histoires vraies ont contribué à initier. Mais seul le voyage dans l'île volante de Laputa, au livre III, pourrait constituer un emprunt direct au récit de Lucien[28].
- Montesquieu écrivit, dans les années 1730, un manuscrit appelé Histoire Véritable, dans lequel il imite le style de Lucien.

### Bandes dessinées
- Le tome 8 de De cape et de crocs d'Ayroles et Masbou[29] fait référence à certaines créatures inventées par Lucien dans les Histoires vraies[30].

- Dans L'Almanach du Globe-Trotteur, ouvrage présenté en annexe du second épisode de la série BD La Ligue des gentlemen extraordinaires, Alan Moore présente plusieurs lieux évoqués dans cet ouvrage.

### Cinéma

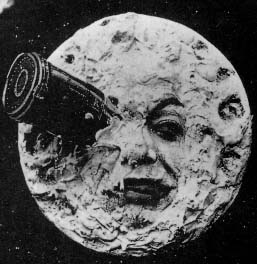
Image tirée du Voyage dans la Lune, de Georges Méliès.

Le Voyage dans la Lune, de Georges Méliès, sorti en 1902, montre un voyage fantaisiste où l'on voit des Sélénites.

#### Éditions et traductions commentées
- Émile Chambry, Alain Billault, Émeline Marquis et Dominique Goust (trad. du grec ancien par Émile Chambry, préf. Alain Billault), Lucien de Samosate : Œuvres complètes, Paris, Éditions Robert Laffont, coll. « Bouquins », 2015, 1248 p. (ISBN 978-2-221-10902-1), « Histoires vraies »
- Lucien de Samosate (trad. du grec ancien par Jacques Bompaire et Anne-Marie Ozanam, préf. Anne-Marie Ozanam), Histoires vraies : Histoires vraies A et B, Paris, Les Belles Lettres, coll. « Classiques en poche », 2009, 476 p. (ISBN 978-2-251-80001-1)

[réf. incomplète]
- Guy Lacaze, Lucien, Histoires vraies, in Histoires vraies et autres œuvres, Livre de poche, Paris, 2003.
- Cl. Terreaux, Lucien de Samosate, Voyage dans la Lune et autres histoires vraies, Paris, 2002.
- Pierre Versins et Pascal Ducommun, Lucien de Samosate puis Jean Jacobé de Frémont d'Ablancourt, Histoires veritables, soixante-trois dessins à la plume par Richard Aeschlimann, de traduit du grec de Lucien par Eugène Talbot (1857), préface de Pierre Versins et Pascal Ducommun duquel en outre notes et détails divers, Le temps circulaire, Satarma & La Chaux-de-Fonds (Suisse), 2000.
- Jacques Bompaire, Lucien, Histoires vraies A et B, in Œuvres, tome 2, textes établis et traduits par Jacques Bompaire, Belles Lettres, Collection des universités de France, Paris, 1998.
- M. Ticht, Lucien, Histoire véritable, livres I et II, Paris, 1995.
- (en) M. D. MacLeod, Lucian, 4 volumes, Oxford University Press, 1982-1987.
- François Ollier, Lucien, Histoires vraies, édition commentée, Paris, PUF coll. Erasme, 1962.
- Pierre Grimal, Lucien, Histoire véritable, in Romans grecs et latins, Bibliothèque de la Pléiade, Paris, 1958.
- É. Chambry, Lucien, Œuvres, traduction et notes, Paris, 1933-1934.
- A. M. Harmon, Lucian, A True Story, in Lucian, vol. 1, Loeb Classical Library, 1921.
- Lucien Dindorf, Œuvres complètes, édition et traduction en latin, Didot, Paris, 1840.

#### Études savantes et articles
- Jacques Bompaire, Lucien écrivain, De Boccard, Paris, 1958.
- Michel Briand, « Lucien et Homère dans les Histoires vraies : pratique et théorie de la fiction au temps de la seconde sophistique », Lalies, 25, 2005, p. 125-140.
- (de) Peter von Möllendorff Auf der Suche nach der verlogenen Wahrheit. Lukians 'Wahre Geschichten'  [= Classica Monacensia 21], Tübingen, 2000
- Sophie Rabau, « Pourquoi dit-on que Lucien est un auteur de science-fiction ? », communication lors de la journée d'étude « Lucien (de Samosate) et nous », Poitiers, 17 octobre 2009. Lire sur le site de la MSHS de Poitiers
- M. J. Rustin, « L’Histoire véritable dans la littérature romanesque du XVIIIe siècle français », Cahiers de l'Association internationale des études françaises, 1966, no 18, p. 89-112. Lire sur Persée
- [Santoro 2012] Fernando Santoro, « Les rapports entre vérité factuelle et écriture fictionnelle et historique chez Lucien : notes pour un récit de l'ancienne querelle des philosophes et des poètes », Interférences, no 6 : « La question de la littérarité »,‎ 2012, art. no 6, 10 p. (DOI 10.4000/interferences.174, résumé, lire en ligne [PDF]).

#### Colloques
- « Lucien (de Samosate) et nous », journée d'étude à la Maison des Sciences de l'Homme et de la Société, Poitiers, 17 octobre 2009.
- « L'art de la narration chez Lucien de Samosate », journée d'étude à l'Université Paris IV Sorbonne, 17 mars 2010.